# ATP Challenger Prag-3
Der ATP Challenger Prag (offiziell: Prag Challenger) war ein Tennisturnier, das von 1991 bis 1995 jährlich in Prag, Tschechien, stattfand. Es gehörte zur ATP Challenger Tour und wurde im Freien auf Sand gespielt.

## Liste der Sieger

### Einzel
| Jahr | Sieger           | Finalgegner     | Ergebnis      |
| ---- | ---------------- | --------------- | ------------- |
| 1995 | Albert Portas    | Hicham Arazi    | 6:7, 6:4, 6:4 |
| 1994 | Jiří Novák       | Albert Portas   | 6:2, 7:5      |
| 1993 | Gilbert Schaller | Massimo Valeri  | 6:4, 7:6      |
| 1992 | Karol Kučera     | Florian Krumrey | 2:6, 6:4, 6:4 |
| 1991 | Jan Kodeš Jr.    | Thomas Enqvist  | 5:7, 6:4, 6:1 |

### Doppel
| Jahr | Sieger                      | Finalgegner                   | Ergebnis      |
| ---- | --------------------------- | ----------------------------- | ------------- |
| 1995 | Filip Dewulf Vojtěch Flégl  | Petr Pála David Škoch         | 2:6, 6:1, 6:4 |
| 1994 | Andrei Pavel Alex Rădulescu | Eyal Ran Glenn Wilson         | 6:4, 6:2      |
| 1993 | David Rikl (2) Pavel Vízner | Tomas Nydahl Mikael Tillström | 6:2, 7:6      |
| 1992 | Martin Damm David Rikl (1)  | Johan Carlsson Niclas Kroon   | 6:2, 6:0      |
| 1991 | Steve DeVries Richard Vogel | Martin Damm David Rikl        | 2:6, 6:1, 6:4 |